# Cystofilobasidium capitatum
Cystofilobasidium capitatum är en svampart som först beskrevs av Fell, I.L. Hunter & Tallman, och fick sitt nu gällande namn av Oberw. & Bandoni 1983. Cystofilobasidium capitatum ingår i släktet Cystofilobasidium och familjen Cyfstofilobasidiaceae.   Inga underarter finns listade i Catalogue of Life.